# Lipovanca, Sîngerei
Lipovanca este un sat din cadrul comunei Bilicenii Noi din raionul Sîngerei, Republica Moldova.

## Demografie
Conform recensământului populației din 2004, satul Lipovanca avea 124 locuitori: 72 ucraineni, 40 moldoveni/români, 8 țigani, 3 ruși și 1 evreu.
În anul 2014, satul a ajuns la 80 de locuitori.